# Chlorodifluorometan
Chlorodifluorometan, CHClF
2 – organiczny związek chemiczny, chlorofluorowa pochodna metanu. Jest czynnikiem chłodniczym (R-22) z grupy HCFC, który dzięki swoim własnościom termodynamicznym pozwala transportować ciepło z jednego ośrodka do drugiego w obiegu Lindego. Obecnie przeznaczony jest tylko do serwisu istniejących już instalacji. Na mocy protokołu z Kioto jest wycofywany z użycia.

## Właściwości
- ciepło parowania w punkcie wrzenia: 233,7 kJ/kg
- ciepło właściwe cieczy: 1,26 kJ/kgK
- ciepło właściwe pary: 0,662 kJ/kgK
- przewodność cieplna cieczy: 0,09 W/mK
- przewodność cieplna pary: 0,0118 W/mK
- ODP: 0,055[1]
- HGWP: 0,36
- GWP: 1500[1]

## Zagrożenia
Jest słabo toksyczny, jednak duże stężenie może powodować wypieranie powietrza prowadzące do uduszenia. W warunkach podwyższonej temperatury (ponad 150 °C) mogą powstawać toksyczne produkty rozkładu chlorodifluorometanu: fluorowodór, chlorowodór, fosgen, tlenek węgla, dwutlenek węgla, chlor.